# Autobahndreieck Porz
Das Dreieck Porz (Abkürzung: AD Porz; Langform: Autobahndreieck Porz) ist ein Autobahndreieck an den Bundesautobahnen 59 und 559 auf dem Stadtgebiet von Köln. Es liegt etwa 1,5 km südlich vom Autobahnkreuz Gremberg (A 4/A 559) und dem Heumarer Dreieck (A 3/A 4/A 59). Das Autobahndreieck entstand 1982 mit der Verlängerung der A 59 bis zum Heumarer Dreieck.

## Bauform und Ausbauzustand
Das Dreieck ist als Autobahngabelung ausgelegt, so dass keine Verbindung zwischen der A 559 und dem nördlichen Teil der A 59 besteht. Diese Relation kann nur über die nördlich verlaufende A 4 oder über die Anschlussstellen Rath (32) an der A 59 und Gremberghoven an der A 559 hergestellt werden. Beide Autobahnen sind im Bereich des Dreiecks vierstreifig ausgebaut. Lediglich die A 59 verfügt zwischen der Anschlussstelle Flughafen und dem Dreieck Porz in Fahrtrichtung Köln über drei Fahrstreifen.

## Verkehrsaufkommen
| Von                           | Nach                          | Durchschnittliche tägliche Verkehrsstärke | Durchschnittliche tägliche Verkehrsstärke | Durchschnittliche tägliche Verkehrsstärke | Anteil Schwerlastverkehr | Anteil Schwerlastverkehr | Anteil Schwerlastverkehr |
| Von                           | Nach                          | 2005                                      | 2010                                      | 2015                                      | 2005                     | 2010                     | 2015                     |
| ----------------------------- | ----------------------------- | ----------------------------------------- | ----------------------------------------- | ----------------------------------------- | ------------------------ | ------------------------ | ------------------------ |
| AS Köln-Rath (A 59)           | AD Porz                       | 54.000                                    | 47.100                                    | keine Daten                               | 7,8 %                    | 8,0 %                    | keine Daten              |
| AD Porz                       | AS Flughafen Köln/Bonn (A 59) | 94.000                                    | 94.500                                    | 112.300                                   | 6,7 %                    | 7,6 %                    | 9,3 %                    |
| AS Köln-Gremberghoven (A 559) | AD Porz                       | 64.000                                    | 73.100                                    | 065.000                                   | 6,1 %                    | 5,3 %                    | 6,9 %                    |